# Rio Asma
Asma é um rio da província de Lugo, Galiza, Espanha. Atravessa a capital do município de Chantada antes de desaguar no rio Minho.

## Etimologia
Segundo o linguista E. Bascuas, o hidrônimo deriva do tema hidronímico paleo-europeu *aps-, derivado da raiz indo-europeia *ap- 'água'.